# Durleigh
Durleigh is een civil parish in het bestuurlijke gebied Sedgemoor, in het Engelse graafschap Somerset met 548 inwoners.